# Andrews (Texas)
Pour les articles homonymes, voir Andrews.
La ville d’Andrews est le siège du comté d'Andrews, dans l’État du Texas, aux États-Unis. Sa population s’élevait à 11 088 habitants lors du recensement de 2010, estimée à 13 762 habitants en 2018, dont une majorité de Latinos.

## Démographie
| Groupe            | Andrews | Texas | États-Unis |
| ----------------- | ------- | ----- | ---------- |
| Blancs            | 78,9    | 70,4  | 72,4       |
| Autres            | 15,5    | 10,6  | 6,4        |
| Métis             | 2,1     | 2,7   | 2,9        |
| Afro-Américains   | 1,9     | 11,9  | 12,6       |
| Amérindiens       | 1,0     | 0,7   | 0,9        |
| Asiatiques        | 0,7     | 3,8   | 4,8        |
| Total             | 100     | 100   | 100        |
|                   |         |       |            |
| Latino-Américains | 50,2    | 37,6  | 16,7       |

Selon l’American Community Survey, pour la période 2011-2015, 60,50 % de la population âgée de plus de 5 ans déclare parler l'anglais à la maison, 38,60 % l'espagnol et 0,91 % une autre langue.

## Source
- (en) Cet article est partiellement ou en totalité issu de l’article de Wikipédia en anglais intitulé « Andrews, Texas » (voir la liste des auteurs).

1. ↑  (en) « Population and Housing Unit Estimates » (consulté le 11 août 2019)
2. ↑  (en) Bureau du recensement des États-Unis, « Census of Population and Housing » [archive du 26 avril 2015] (consulté le 17 octobre 2014)
3. ↑  (en) « Population Estimates », Bureau du recensement des États-Unis (consulté le 24 mai 2019)
4. ↑  (en) « Andrews, TX Population - Census 2010 and 2000 », sur censusviewer.com.
5. ↑  (en) « Population of Texas - Census 2010 and 2000 », sur censusviewer.com.
6. ↑  (en) « Language spoken at home by ability to speak English for the population 5 years and over », sur factfinder.census.gov.